# سوني إكسبيريا TX
سوني إكسبيريا TX (بالإنجليزية: Sony Xperia TX)‏ هو هاتف ذكي من سوني موبايل كوميونيكيشنز يعمل بنظام أندرويد تم الكشف عنه في 29 أغسطس 2012، تم طرحه في الأسواق في 08 أكتوبر 2012.

## الخصائص
- نظام التشغيل: أندرويد
- الكاميرا الأمامية: 1.3 ميجابكسل
- الكاميرا الخلفية: 13.0 ميجابكسل
- الشاشة: إل سي دي
- الوزن: 127 غ (4.48 أونصة)
- المعالج: 1.5 جيجا هرتز ثنائي النواة
- الذاكرة: 1 جيجابايت